# Jag är så glad, att mig Gud håller kär
Jag är så glad, att mig Gud håller kär är en till svenska översatt psalmtext av Philip Paul Bliss. Originaltiteln är "I am so glad that our Father in heaven" och författades år 1873 för Ira David Sankeys sånghäften "Sacred Songs". Erik Nyström översatte texten till svenska 1875 och den medtogs i den svenska utgivningen Sånger till Lammets lof 1877, som är en sammanställning av Sankey's första sex häften. Vid Svenska Missionsförbundets utgivning av en sångbok 1894 fick Nyströms tidigare översättning inte användas av upphovsrättsliga skäl. Nyström gjorde därför 20 år senare en andra översättning av Bliss psalmtext; nämligen Jag är så glad, att min Herre och Gud. Ingen av de bägge översättningarna medtogs i Svenska Missionsförbundets sångbok 1920. Psalmen har sex 4-radiga verser med en refrängtext.

## Publicerad som
- Nummer 3 i Sånger till Lammets lof 1877 med titeln "Jesus är min, äfwen min" och en hänvisninig till 1 Joh. 4: 8 i Bibeln.
- Nummer 249 i Svenska Missionsförbundets sångbok 1894 med versraden "Jag är så glad, att min Herre och Gud".
- Nummer 180 i Samlingstoner 1922 under rubriken "Lovsånger"